# Vollenhovia soleaferrea
Vollenhovia soleaferrea é uma espécie de formiga do gênero Vollenhovia, pertencente à subfamília Myrmicinae.